# Richard Ledgett
Richard H. Ledgett Jr. est directeur adjoint de la National Security Agency de 2014 à 2017.

## Éducation
Richard Ledgett est titulaire d'un diplôme de premier cycle en psychologie et d'un diplôme d'études supérieures en intelligence stratégique.

## Carrière
En 1988, il commence à travailler pour la National Security Agency, où il a occupé divers postes au sein de la division de la cybersécurité.
Les postes précédents à la NSA comprenaient le directeur adjoint de l'analyse et de la production (2009-2010), le directeur adjoint de l'acquisition de données (2006-2009), le directeur adjoint adjoint de l'acquisition de données (2005–2006) et le chef, NSA/CSS Pacific (2002-2005).
De 2012 à 2013, il est directeur du NSA/CSS Threat Operations Center, responsable des activités cryptologiques 24 heures sur 24 pour découvrir et contrer les cyberattaques de l'adversaire.
De juin 2013 à sa nomination au poste de directeur adjoint en janvier 2014, il dirige l'enquête sur les fuites concernant les programmes de surveillance de la NSA faite par Edward Snowden.
Le 3 février 2017, Richard Ledgett annonce qu'il prendrait sa retraite au printemps. Son successeur est George C. Barnes.
En octobre 2020, il signe une lettre indiquant que l'histoire de l'ordinateur portable Biden « a les caractéristiques classiques d'une opération d'information russe ».
Le 15 août 2017, il est élu au conseil d'administration de M&T Bank.

### Déclarations concernant la surveillance de la NSA
Richard Ledgett promet une transparence accrue concernant les opérations de la NSA. Il défend les opérations de la NSA et soutient dans une rare interview avec Reuters que les opérations de la NSA sont tout à fait légales. Il accuse également les médias de donner un caractère sensationnel aux rapports sur divers programmes de surveillance de masse de la NSA.
En mars 2014, Richard Ledgett déclare lors d'une conférence TED que la NSA opérait légalement. Il a en outre fait valoir que le président James Madison serait fier de la manière dont les freins et contrepoids constitutionnels ont régi la surveillance de masse de la NSA.

## Récompenses et décorations
| Médaille du service civil exceptionnel de la NSA |